# 안드레이 예료멘코

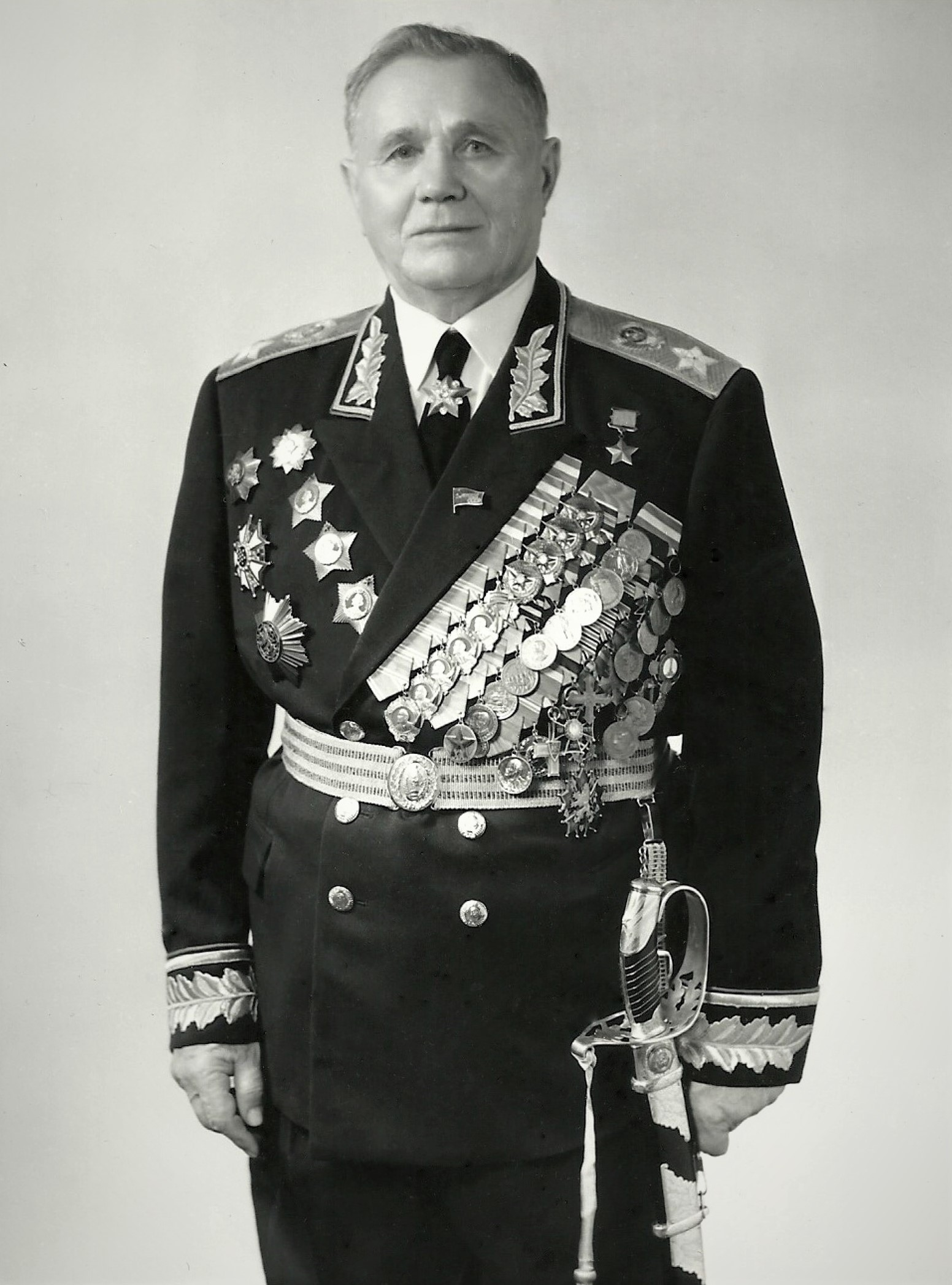

안드레이 이바노비치 예료멘코/예레멘코(러시아어: Андрей Иванович Ерёменко, Andrey Ivanovich Yeryomenko, 1892년 10월 14일- 1970년 11월 19일) 은 제2차 세계 대전에서 활약한 소비에트 연방(소련)의 군인이다. 스탈린그라드 전투에서 스탈린그라드 전선군을 지휘했으며 원수까지 승진했다.

## 같이 보기
- 이오시프 스탈린
- 바실리 추이코프
- 프리드리히 파울루스